# Moszna-Parcela
Moszna-Parcela – wieś w Polsce położona w województwie mazowieckim, w powiecie pruszkowskim, w gminie Brwinów.
Miejscowość wraz z Moszną-Wieś tworzy sołectwo Moszna. 
W latach 1975–1998 miejscowość administracyjnie należała do województwa warszawskiego.
We wsi znajduje się nigdy nie otwarta Elektrociepłownia Pruszków II.